# João Klauss
João Klauss de Mello, connu plus simplement comme João Klauss ou encore Klauss, né le 1er mars 1997 à Criciúma au Brésil, est un footballeur italo-brésilien qui évolue au poste d'attaquant au St. Louis City SC en MLS.

## Biographie
João Klauss naît à Criciúma dans l'état de Santa Catarina au sud du Brésil, d'un père d'origine allemande et d'une mère italienne[réf. nécessaire] (ce qui explique son nom de famille à consonance allemande et italienne). Il débute chez les jeunes de l'Internacional à Porto Alegre à l'âge de neuf ans. Quatre ans plus tard, il déménage à Caxias do Sul, où il rejoint les rangs de l'EC Juventude. Après un an, il repart à Porto Alegre, où il rejoint l'académie du rival de l'Internacional, le Grêmio.
En août 2016, il est prêté à São José, mais il retourne à Grêmio trois mois plus tard.

### TSG Hoffenheim
Il rejoint ensuite Hoffenheim en janvier 2017, où il commence avec la réserve. Il joue son premier match en Regionalliga le 1er avril 2017, lors d'une victoire 5-1 face au KSV Hessen Kassel. Il inscrit son premier but le 7 avril, face au FC Nöttingen (en) (victoire 3-4). Il joue en tout sept matchs lors de cette fin de saison 2016-2017. 
Lors de la saison 2017-2018, toujours avec l'équipe réserve, il joue 17 matchs et inscrit quatre buts. 

### HJK Helsinki (en prêt)
Il ne finit toutefois pas la saison avec Hoffenheim II, car il part en prêt au HJK Helsinki en mars 2018. Il joue son premier match avec le club finlandais le 18 mars, en Coupe, face au VPS Vaasa, où il inscrit un but permettant la victoire facile de son équipe sur le score de 4 à 1. Il joue son premier match de Veikkausliiga le 8 avril, face à Ilves, où il confirme la victoire 3-1 de son club en marquant un but. Le 12 mai 2018, il est finaliste de la Coupe de Finlande, perdue 1-0 contre l'Inter Turku. Dix jours plus tard, il se met en évidence en étant l'auteur de son premier doublé en Veikkausliiga, contre cette même équipe. Il marque ensuite deux autres doublés, contre le SJK Seinäjoki, et enfin sur la pelouse du RoPS Rovaniemi.
En septembre, Klauss joue les tours de qualification de la Ligue des Champions : au premier tour, HJK affronte l'équipe féroïenne du Víkingur Gøta, match qu'ils remportent 5 à 2 avec notamment un but de Klauss. L'équipe finlandaise perd au deuxième tour contre le BATE Borisov, 1-2. Reversé au troisième tour d'Ligue Europa, le club est écrasé par le NK Olimpija Ljubljana 7 buts à 1, sur les deux matchs. En octobre 2018, il remporte avec son équipe le championnat de Finlande 2018, avec 16 points d'avance sur leur dauphin. Klauss finit meilleur buteur du championnat, avec 21 réalisations, et se voit également élu meilleur joueur du championnat pour ses performances. Il quitte le HJK avec 42 matchs et 24 buts toutes compétitions confondues.

### LASK Linz (en prêt)
De retour de son prêt, Klauss signe un nouveau contrat avec Hoffenheim, le liant au club jusqu'au 30 juin 2022. Le 8 janvier 2019, il est de nouveau prêté, cette fois-ci au LASK Linz, pour un an et demi. Il joue son premier match le 16 février, lors d'une victoire facile en Coupe d'Autriche face à St. Pölten, il inscrit d'ailleurs un but. Le LASK atteindra les demi-finales de la Coupe, en étant battu par le Rapid Vienne. Il joue son premier match de championnat le 22 février, face à l'Austria Vienne, pour une victoire 2-0. Klauss finit la saison avec 16 matchs et quatre buts en faveur des Noir-Blancs, et une seconde place en Bundesliga autrichienne.
La saison 2019-2020 voit le LASK finir premier de la première phase du championnat, à six points des tenants du titre, le Red Bull Salzbourg. Klauss inscrit notamment un triplé face au TSV Hartberg, le jour de son anniversaire. Lors de la seconde phase, le LASK finit quatrième, ce qui les qualifie pour le troisième tour de la Ligue Europa. En Coupe, le club échoue une nouvelle fois en demi-finales, face au Red Bull Salzburg, sur le score de 1-0. 
En Ligue des Champions, le club élimine les Suisses du FC Bâle 5-2 au troisième tour, mais perd face au Club de Bruges sur le score cumulé de 3 buts à 1. Ils sont alors reversés dans le groupe D de l'Ligue Europa. Le groupe est assez relevé avec le Sporting CP, le PSV Eindhoven et Rosenborg, mais le LASK finira finalement premier du groupe avec notamment un doublé de Klauss face au PSV (victoire 4-1). En seizième de finale, Klauss et son équipe élimineront l'AZ Alkmaar pour ensuite perdre face à Manchester United, 6-1. Toutes compétitions confondues, Klauss jouera 45 matchs lors de cette saison, et marquera 20 buts.

### TSG Hoffenheim
Pour la saison 2020-2021, Klauss revient à Hoffenheim et se voit intégré à l'équipe première de Sebastian Hoeneß. Il joue son premier match en Bundesliga contre le Werder Brême, le 25 octobre 2020. Il joue un total de quatre matchs en Bundesliga lors de la première partie de saison. Il joue également cinq des six matchs de groupes de Ligue Europa. 

### Standard de Liège (en prêt)
Le 13 janvier 2021, compte tenu du nombre élevé d'attaquants et de son faible temps de jeu, Klauss signe en prêt en faveur du club belge du Standard de Liège, pour une durée d'un an et demi avec une option d'achat. Le 17 janvier 2021, il monte au jeu pour son premier match avec le Standard au Cercle de Bruges et, le 24 janvier, il inscrit son premier but pour les Rouches lors du derby wallon contre le Sporting Charleroi.

### Saint-Trond (en prêt)
Le 31 janvier 2022, le Standard met fin au prêt de Klauss. Dans la foulée, Hoffenheim le prête de nouveau, à Saint-Trond VV.

### Passage en MLS
Le 3 mars 2022, le St. Louis City SC annonce la signature de Klauss qui rejoint la franchise de Major League Soccer à l'issue de son prêt à Saint-Trond en juillet 2022. Il y signe un contrat de trois ans et demi. St. Louis n'entrant pas en MLS avant la saison 2023, il joue quelques rencontres avec l'équipe réserve déjà établie en MLS Next Pro et inscrit quatre buts en autant de rencontres au cours de l'exercice 2022.
Le 25 février 2023, il participe à la première rencontre de l'histoire du St. Louis City SC à l'occasion d'un déplacement chez l'Austin FC, partie qui se solde par une victoire 2-3 et où Klauss s'illustre en inscrivant le but gagnant du match.

## Statistiques
| Saison                | Club                     | Championnat           | Championnat | Championnat | Coupe(s) nationale(s) | Coupe(s) nationale(s) | Compétition(s) continentale(s) | Compétition(s) continentale(s) | Compétition(s) continentale(s) | Séries | Séries | Total | Total |
| Saison                | Club                     | Division              | M.          | B.          | M.                    | B.                    | Comp.                          | M.                             | B.                             | M.     | B.     | M.    | B.    |
| 2018                  | HJK Helsinki (prêt)      | Veikkausliiga         | 33          | 21          | 3                     | 2                     | C1+C3                          | 4+2                            | 1+0                            | -      | -      | 42    | 24    |
| 2018-2019             | LASK Linz (prêt)         | Bundesliga            | 13          | 3           | 2                     | 1                     | -                              | -                              | -                              | -      | -      | 15    | 4     |
| 2019-2020             | LASK Linz (prêt)         | Bundesliga            | 29          | 12          | 4                     | 3                     | C1+C3                          | 4+9                            | 2+3                            | -      | -      | 46    | 20    |
| Sous-total            | Sous-total               | Sous-total            | 42          | 15          | 6                     | 4                     | -                              | 13                             | 5                              | -      | -      | 61    | 24    |
| 2020-2021             | TSG Hoffenheim           | Bundesliga            | 4           | 0           | 1                     | 0                     | C3                             | 5                              | 0                              | -      | -      | 10    | 0     |
| 2020-2021             | Standard de Liège (prêt) | Pro League            | 19          | 5           | 5                     | 1                     | C1+C3                          | 0                              | 0                              | -      | -      | 24    | 6     |
| 2021-2022             | Standard de Liège (prêt) | Pro League            | 20          | 2           | 3                     | 1                     | -                              | -                              | -                              | -      | -      | 23    | 3     |
| Sous-total            | Sous-total               | Sous-total            | 39          | 7           | 8                     | 2                     | -                              | 0                              | 0                              | -      | -      | 47    | 9     |
| 2021-2022             | Saint-Trond VV (prêt)    | Pro League            | 8           | 2           | 0                     | 0                     | -                              | -                              | -                              | -      | -      | 8     | 2     |
| 2022                  | St. Louis City 2 (prêt)  | MLS Next Pro          | 4           | 4           | -                     | -                     | -                              | -                              | -                              | 0      | 0      | 4     | 4     |
| 2023                  | St. Louis City           | MLS                   | 5           | 5           | 0                     | 0                     | LCup                           | 0                              | 0                              | -      | -      | 5     | 5     |
| Total sur la carrière | Total sur la carrière    | Total sur la carrière | 135         | 54          | 18                    | 8                     | -                              | 24                             | 6                              | 0      | 0      | 177   | 68    |

## Palmarès
| HJK Helsinki (1)                                                                       | LASK Linz                                         | Standard de Liège                        |
| -------------------------------------------------------------------------------------- | ------------------------------------------------- | ---------------------------------------- |
| - Championnat de Finlande : - Champion : 2018 - Coupe de Finlande : - Finaliste : 2018 | - Championnat d'Autriche : - Vice-champion : 2019 | - Coupe de Belgique : - Finaliste : 2021 |

### Distinctions personnelles
- Meilleur buteur du championnat de Finlande en 2018 avec 21 buts
- Élu meilleur joueur du HJK Helsinki lors de la saison 2018